# Rīgas Melnais balzams

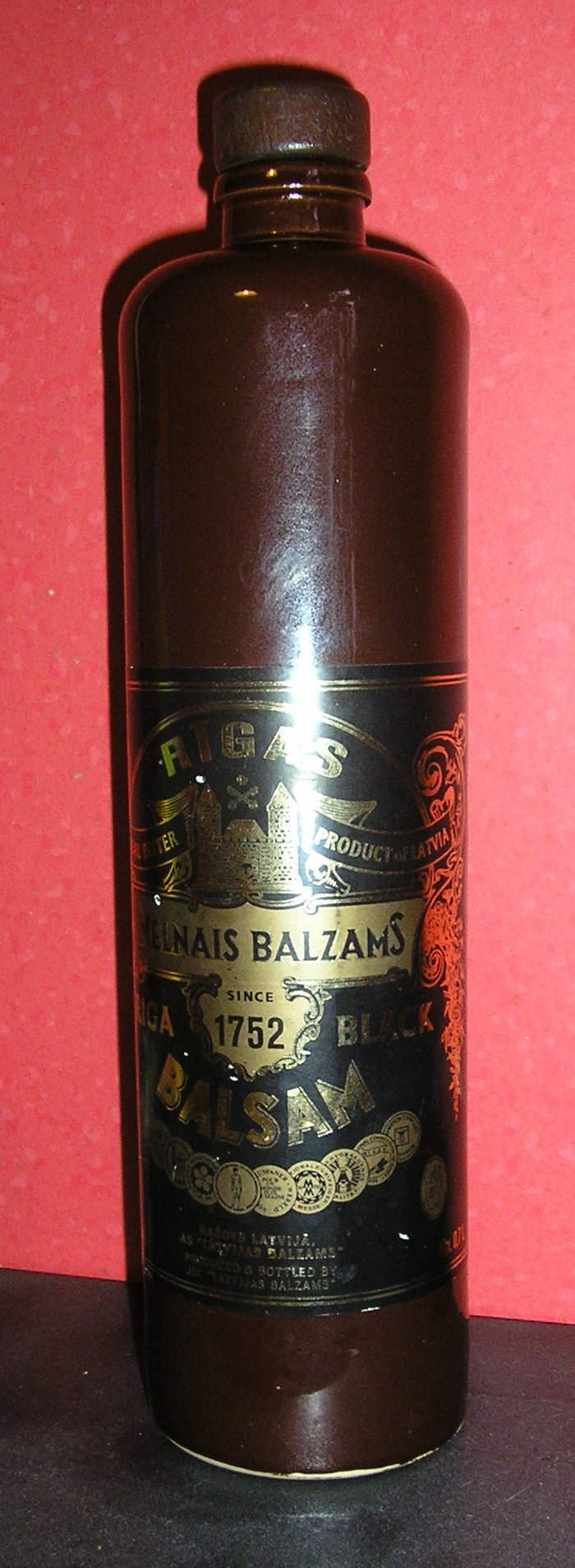
Rīgas Melnais balzams in der typischen Flasche

Rigaer Schwarzer Balsam (lettische Markenbezeichnung: Rīgas Melnais balzams, englische Markenbezeichnung: Riga Black Balsam, kürzere Bezeichnungen gebräuchlich) ist ein traditioneller lettischer Likör aus Kräutern, Blüten, Ölen und Beeren mit 45 % Alkoholgehalt.

## Zutaten

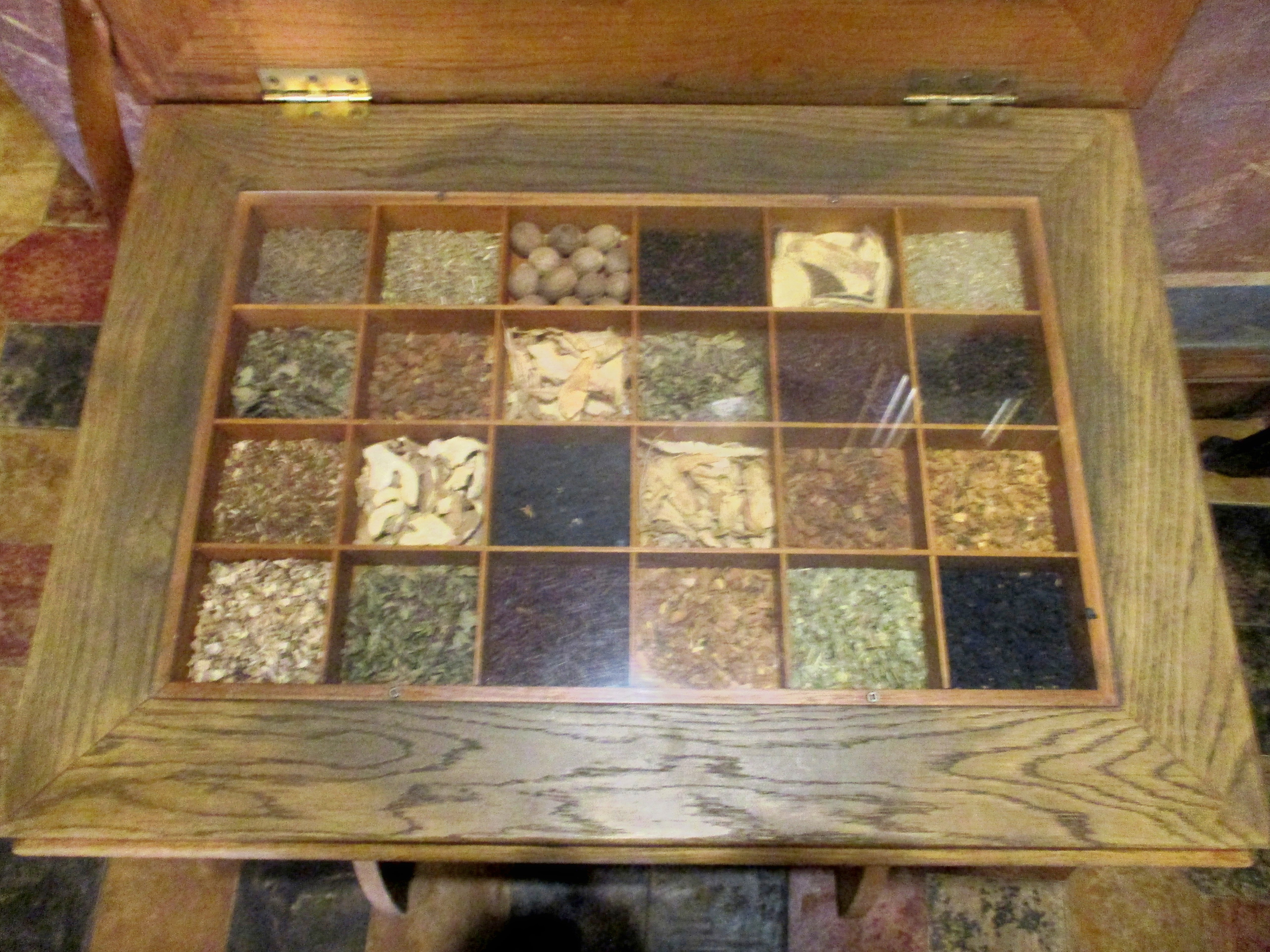
Zutaten von Rīgas Melnais balzams

Der Likör ist von schwarzer Farbe und bittersüßem Geschmack und wird nach einem Geheimrezept aus vielen (angeblich sind es 24) Zutaten hergestellt. Als bekannt gelten Lindenblüten, Birkenknospen, Honig, Arnika und Baldrian, Pfefferminze, Wermut, Kalmuswurzeln, Heidel- und Himbeeren, Eichenrinde und Orangenschalen, Ingwer, Muskat und Schwarzer Pfeffer. Die erste Lagerung erfolgt in Eichenfässern.

## Verzehr und Verwendung
Rīgas balzams wird pur genossen, aber auch auf Eis, mit Säften, mit Obstbränden, Aquavit oder Wodka gemischt. Auch bekannt sind Rezepte, in denen der Balsam mit Zucker heiß aufgegossen oder Kaffee oder verschiedenen Teesorten zugegeben wird. Im Winter trinkt man ihn oft mit heißem Johannisbeersaft. In Riga hat sich Rīgas balzams gemischt mit Cola zu einem beliebten Szenegetränk entwickelt.
Dem Getränk werden verdauungsfördernde Wirkung und gegen zahlreiche Beschwerden hilfreiche medizinische Eigenschaften zugesprochen.

## Geschichte
Der Rigaer Apotheker Abraham Kunze stellte Mitte des 18. Jahrhunderts erstmals Kunzer Balsam her, wobei er auf noch ältere Rezepte aus Rigaer Apotheken zurückgriff. Der Legende nach konnte er mit seinem Trunk die russische Zarin Katharina die Große heilen, als diese in der Stadt weilte und erkrankte. Daraufhin wurde der Rigaer Schwarze Balsam in Russland und der Welt bekannt. So erwähnt Anton Tschechow in seinem Roman Ein Drama auf der Jagd selbstverständlich-beiläufig den „Rigabalsam“, kann also dessen Bekanntheit voraussetzen. Auch in der Sowjetunion war „Rigaer Balsam“ ein Begriff, den Alexander Solschenizyn in seinem Roman August Vierzehn ebenso wenig erläutern musste wie einst Tschechow.
Heute wird Rīgas Melnais balzams von der A/S Latvijas Balzams hergestellt und nach wie vor in Steinzeugflaschen verschiedener Größen verkauft. Seit 2015 ist das Unternehmen Latvijas Balzams im Besitz des Konzerns Amber Beverage Group.
In Riga besteht ein kleines Privatmuseum, das eine reiche Sammlung von Rīgas balzams-Flaschen seit dem 19. Jahrhundert und Ausstellungsstücke zum Balsam-Vertrieb und zur Balsam-Kultur zeigt.